# Antonín Hájek
Antonín Hájek (Frýdlant v Čechách, 12 februari 1987 – september 2022) was een Tsjechische schansspringer.

## Carrière
Hájek maakte zijn debuut in de wereldbeker in januari 2004 bij de wedstrijden in Liberec. In zijn eerste seizoenen bereikte hij slechts sporadisch de tweede ronde.
In maart 2007 bereikte hij bij de wedstrijd in Lahti de zesde plaats, zijn beste resultaat tot dan toe.
In april 2008 raakte Hájek zwaargewond bij een zwaar auto-ongeluk nabij zijn woonplaats. Een spoedoperatie redde zijn leven, maar hij zat enige tijd in een rolstoel. Toch keerde Hájek terug in het schansspringen. Op 9 januari 2010 maakte hij zijn comeback bij de skivliegwedstrijd in Bad Mitterndorf en werd meteen vierde.
Het was de aanzet voor zijn beste wereldbekerseizoen ooit. Hij vertegenwoordigde bovendien zijn land op de Olympische Winterspelen 2010.
Bij de wereldkampioenschappen skivliegen 2010 werd hij achtste en sprong hij met 236 meter bij z'n vierde sprong de op drie na verste sprong met gelukte landing ooit.

## Overlijden
Op 10 maart 2023 werd door de Tsjechische ski- en snowboardfederatie bekendgemaakt dat Hájek in september 2022 in Maleisië overleden is.

## Belangrijkste resultaten

### Wereldkampioenschappen junioren
| Jaar | Plaats            | Resultaten                                           |
| ---- | ----------------- | ---------------------------------------------------- |
| 2003 | Solleftea Zweden  | 36e normale schans 7e landenwedstrijd normale schans |
| 2004 | Stryn Noorwegen   | 9e normale schans 7e landenwedstrijd normale schans  |
| 2005 | Rovaniemi Finland | 4e normale schans 5e landenwedstrijd normale schans  |

### Wereldkampioenschappen schansspringen
| Jaar | Plaats               | Resultaten                                                          |
| ---- | -------------------- | ------------------------------------------------------------------- |
| 2005 | Oberstdorf Duitsland | 30e grote schans                                                    |
| 2007 | Sapporo Japan        | 45e grote schans 36e normale schans 9e landenwedstrijd grote schans |

### Wereldkampioenschappen skivliegen
| Jaar | Plaats                     | Resultaten                                   |
| ---- | -------------------------- | -------------------------------------------- |
| 2006 | Bad Mitterndorf Oostenrijk | 36e individuele wedstrijd 8e landenwedstrijd |
| 2008 | Oberstdorf Duitsland       | 20e individuele wedstrijd 6e landenwedstrijd |
| 2010 | Planica Slovenië           | 8e individuele wedstrijd 5e landenwedstrijd  |

### Olympische Winterspelen
| Jaar | Plaats           | Resultaten                                                         |
| ---- | ---------------- | ------------------------------------------------------------------ |
| 2010 | Vancouver Canada | 21e normale schans 7e grote schans 7e landenwedstrijd grote schans |

### Wereldbeker

#### Eindstanden
| Seizoen   | Plaats | VST | NT  |
| --------- | ------ | --- | --- |
| 2004/2005 | 64e    | 61e | -   |
| 2005/2006 | 76e    | 32e | -   |
| 2006/2007 | 32e    | 47e | 28e |
| 2007/2008 | 43e    | -   | 35e |
| 2008/2009 | -      | -   | -   |
| 2009/2010 | 23e    | -   | 27e |